# Han Kook-young
Han Kook-Young (Seul, 19 de abril de 1990) é um futebolista profissional sul-coreano, atua como médio-volante, atualmente defende o Jeonbuk Hyundai Motors.

## Carreira
Han Kook-Young representou a Seleção Sul-Coreana de Futebol na Copa da Ásia de 2015 e na Copa do Mundo de 2014.